# 笠橋站
笠橋站（：／ Ipgyo yeok */?）曾經为韩国铁路庆全线上的一座鐵路站，位于全罗南道和順郡清丰面，已于2008年废止。

## 历史
- 1932年11月1日，落成使用[1]。
- 1944年6月15日，停止使用[2]。
- 1956年9月19日，重新使用[3]。
- 2008年1月1日，停止使用[4]。